# Saison 2015-2016 du Red Star Football Club
Chronologie
Saison suivante
La saison 2015-2016 du Red Star Football Club est la 118e depuis la fondation du Red Star FC. En National la saison précédente, il s'agit de la première saison du club en Ligue 2 depuis 16 ans.

## Pré-saison

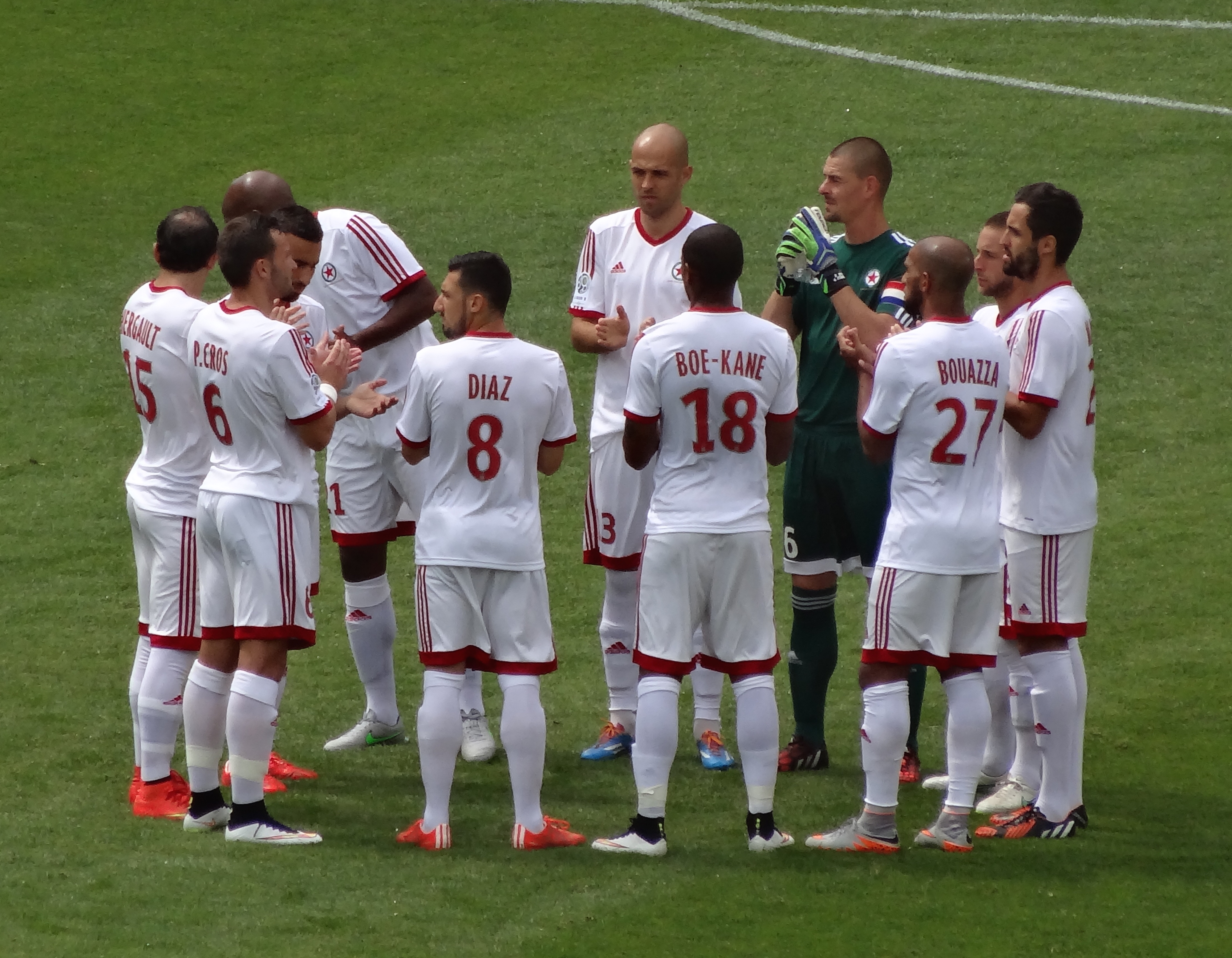
L'équipe du Red Star en déplacement à Lens.

Alors que la saison 2014-2015 n'est pas encore terminée, Le Parisien évoque des négociations entre le club audonien et Jean-Luc Vasseur pour un poste d'entraîneur, ce que le club dément quelques heures après. Finalement, l'entraîneur Sébastien Robert quitte ses fonctions pour redevenir directeur technique ; des noms sont avancés par les médias pour son remplacement comme Raymond Domenech, Frédéric Hantz et Jean-Luc Vasseur. Finalement, le club audonien choisit le Portugais Rui Almeida, un technicien passé comme adjoint dans plusieurs clubs assez réputés.
Le stade Bauer, l'historique stade du club, ne répondant pas aux normes de la Ligue de football professionnel du fait de sa vétusté, le Red Star doit trouver un stade de repli pour ses matchs de Ligue 2. Après l'étude des différentes possibilités existant en région parisienne, le club annonce le 7 juillet que son principal stade de résidence sera pour cette saison le Stade Pierre-Brisson à Beauvais, distant de 77 km. Le Red Star partagera le stade avec l'AS Beauvais-Oise, tombé en CFA. Un certain nombre de matchs doivent cependant être organisés au Stade de France à Saint-Denis, plus proche mais dont la capacité (80 000 places) n'est pas adaptée à la Ligue 2.
"Le Collectif Red Star Bauer a appelé au boycott depuis le début du championnat" du stade de Beauvais laissant le libre choix à chacun de s'y rendre.

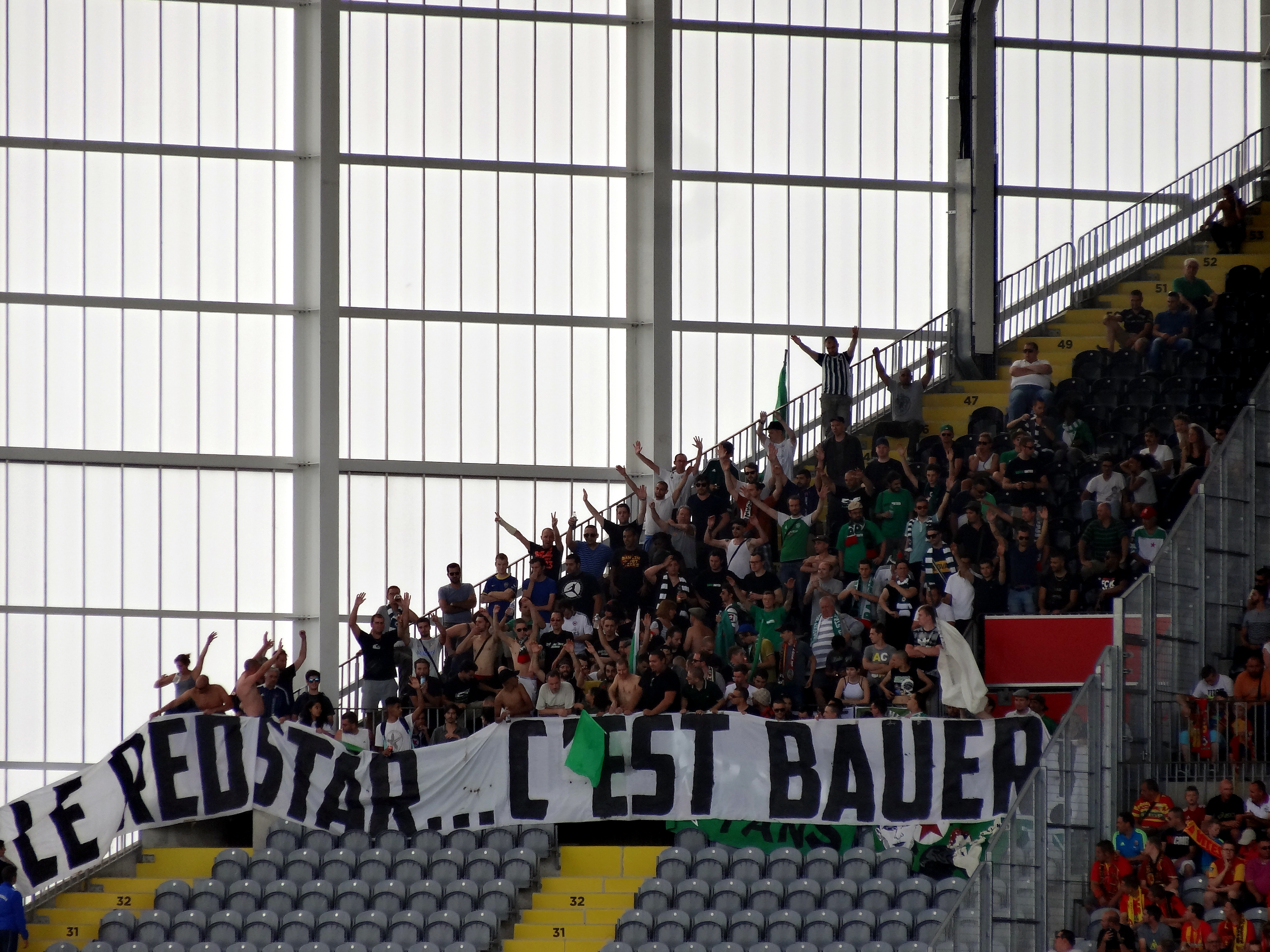
Supporters du Red Star exprimant leur attachement au Stade Bauer

### Transferts
Des transferts ont déjà été finalisés. Il s'agit de 3 départs, ceux de Jonathan Tinhan laissé libre, de Julien Ielsch, parti à Amiens SC et de Samuel Allegro, lui parti au Mans pour des raisons familiales. Sinon, Yohan Betsch, milieu de terrain de Clermont Foot 63 serait dans le viseur du club francilien pour remplacer Jonathan Tinhan. Le 16 juin le club recrute le latéral gauche Rémy Amieux en provenance de NAC Breda. Une vague de joueurs sont partis du Red Star FC et sont laissés libres par leur club. Yann Boé-Kane est la deuxième recrue du Red Star Football Club. Arnaud Balijon, un gardien expérimenté, s'engagea avec le Red Star. Jonathan Tinhan, n'ayant pas renouvelé son contrat avec son club, s'est engagé en faveur du pensionnaire de National, Amiens SC. Il rejoint son coéquipier dans le même temps, Julien Ielsch, lui aussi parti à Amiens. Bobby Allain, gardien numéro 3 au Red Star, est prêté au FC Mulhouse pour la saison, son contrat ayant précisé qu'il serait le numéro un de son nouveau club. Mais chose incroyable, arrivé en Alsace, ayant appris qu'il ne jouerait pas le match face à Montceau-les-Mines, il quitte l'Alsace pour revenir au Red Star, l'entraîneur de Mulhouse ayant préféré le faire jouer en tant que numéro deux. Le club audonien et le joueur confirme mettre un terme au prêt après cette chose incroyable. À l'essai avec le club francilien, Ange-Freddy Plumain y signe un contrat dont la durée n'est pas encore déterminée.
| Été                 |               |                |                            |                         |
| Nom                 | Nationalité   | Transfert      | Provenance/Destination     | Division                |
| Arrivées            |               |                |                            |                         |
| Rémy Amieux         | France        | Transfert      | NAC Breda                  | Eredivisie              |
| Yann Boé-Kane       | France        | Transfert      | Ergotelis Héraklion        | Superleague Elláda      |
| Arnaud Balijon      | France        | Transfert      | US Orléans                 | National                |
| Vitor Bastos        | Portugal      | Transfert      | NK Istra 1961              | MAXtv Prva HNL          |
| Alexandre Arenate   | France        | Transfert      | Stade rennais B            | CFA2                    |
| Younès Kaabouni     | France        | Prêt           | Girondins de Bordeaux      | Ligue 1                 |
| Xavier Chavalerin   | France        | Transfert      | Tours Football Club        | Ligue 2                 |
| Kevin Diaz          | France        | Transfert      | Tours Football Club        | Ligue 2                 |
| Lloyd Palun         | Gabon         | Transfert      | OGC Nice                   | Ligue 1                 |
| Rui Sampaio         | Portugal      | Transfert      | Beira-Mar                  | District de Aveiro      |
| Anatole Ngamukol    | France        | Transfert      | Grasshopper Zurich         | Raiffeisen Super League |
| Hamdi Razak         | France        | Transfert      | Entente SSG                | CFA                     |
| Ange-Freddy Plumain | France        | Transfert      | Fulham FC                  | Championship            |
| Bobby Allain        | France        | Retour de prêt | FC Mulhouse                | CFA                     |
| Julian Jeanvier     | France        | Prêt           | LOSC Lille                 | Ligue 1                 |
| Départs             |               |                |                            |                         |
| Jonathan Tinhan     | France        | Laissé libre   | Amiens SC                  | National                |
| Nicolas Belvito     | France        | Laissé libre   | SR Colmar                  | National                |
| Maki Tall           | États-Unis    | Retour de prêt | LOSC Lille                 | Ligue 1                 |
| Julien Ielsch       | France        | Transfert      | Amiens SC                  | National                |
| Massiré Kanté       | France        | Transfert      | RC Strasbourg              | National                |
| Edson Seidou        | Côte d'Ivoire | Laissé libre   | SAS Épinal                 | National                |
| Joseph Agyriba      | France        | Laissé libre   | UJA Maccabi Paris          | CFA 2                   |
| Farid Beziouen      | France        | Laissé libre   | US Avranches               | National                |
| Rodrigo Castro      | Argentine     | Laissé libre   | Sportivo Belgrano          | Primera B Nacional      |
| Samuel Allegro      | France        | Transfert      | Le Mans FC                 | CFA 2                   |
| Bobby Allain        | France        | Prêt           | FC Mulhouse                | CFA                     |
| Nelson Kasongo      | France        | Transfert      | Bourges 18                 | CFA 2                   |
| Lionel Thiam        | France        | Transfert      | Amicale sportive de Poissy | CFA 2                   |
| Yannick Tchintcho   | Cameroun      | Transfert      | Montceau-les-Mines         | CFA                     |

| Hiver                 |             |              |                        |                    |
| Nom                   | Nationalité | Transfert    | Provenance/Destination | Division           |
| Arrivées              |             |              |                        |                    |
| Fernando Aristeguieta | Venezuela   | Prêt         | FC Nantes              | Ligue 1            |
| Issa Baradji          | France      | Laissé libre | RW Star Bruxelles      | Proximus League    |
| Albert Rafetraniaina  | France      | Prêt         | OGC Nice               | Ligue 1            |
| Pierrick Cros         | France      | Transfert    | Royal Excel Mouscron   | Jupiler Pro League |
| Départs               |             |              |                        |                    |
| Kévin Lefaix          | France      | Laissé libre | AFC Tubize             | Proximus League    |
| Alexandre Arenate     | France      | Prêt         | FC Chambly             | National           |

## Coupe de la Ligue
Le tirage au sort a été effectué le 16 juillet 2015, les Franciliens ont tiré les finalistes de l'édition 2014-2015 de la Coupe de France, l'AJ Auxerre, au Stade de l'Abbé-Deschamps.